# Unstruta
Unstruta (německy Unstrut) je 191,1 km dlouhá řeka v Německu (Durynsko a Sasko-Anhaltsko). Je to největší levostranný a celkově nejvodnější přítok řeky Sály, spolu s kterou patří do povodí Labe. Plocha jejího povodí měří 6342,7 km².

## Průběh toku

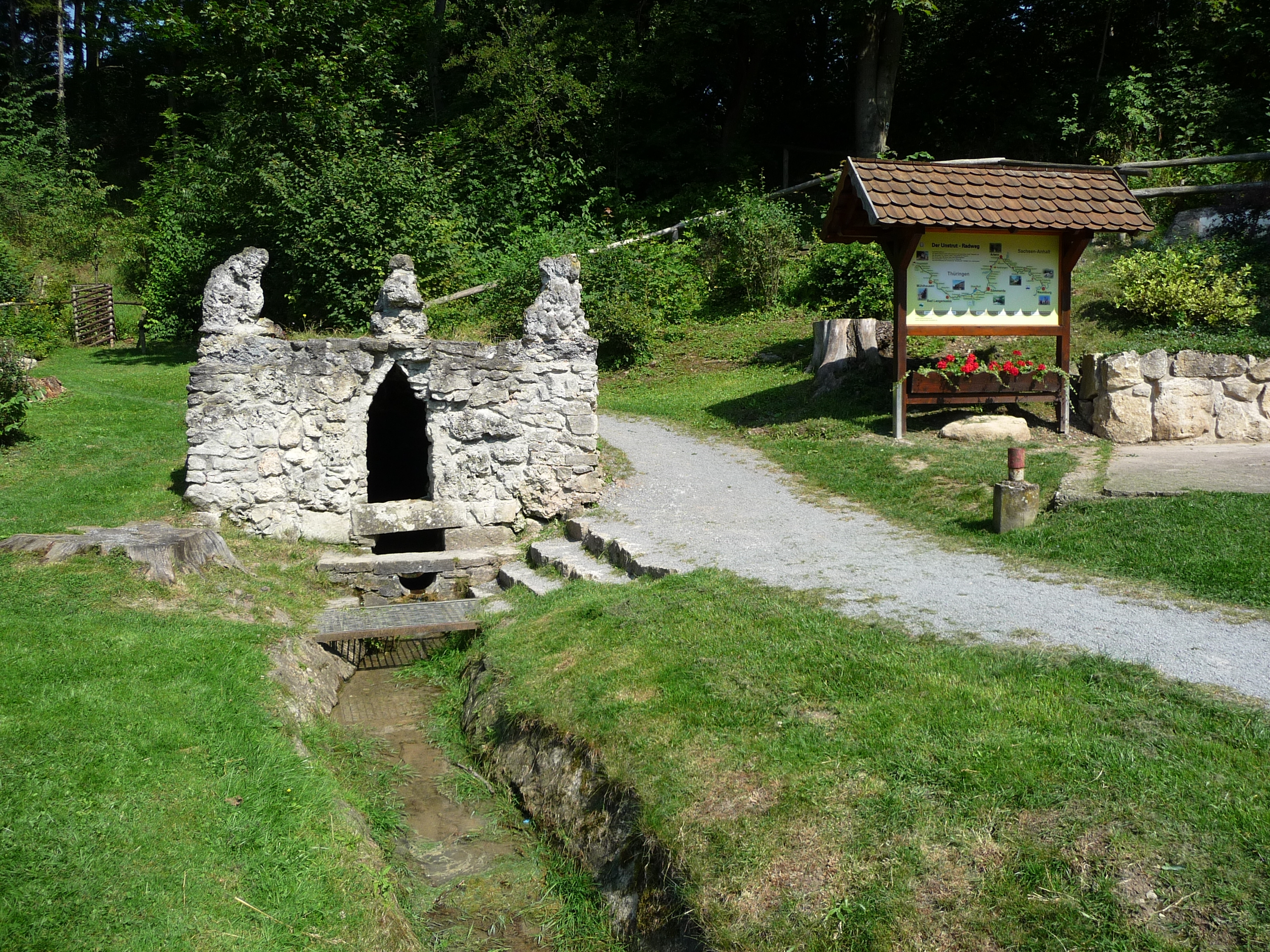
Pramen Unstruty

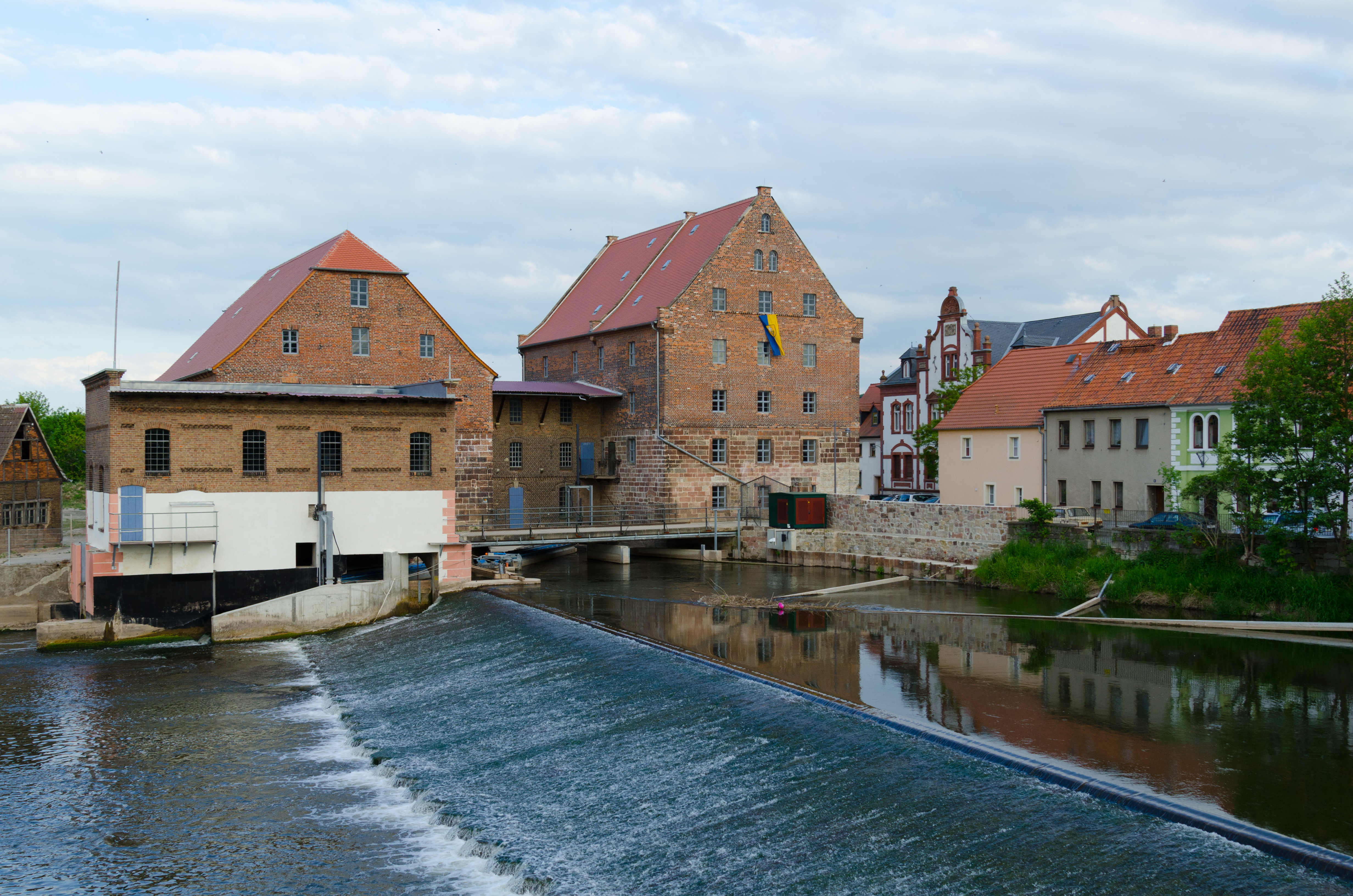
Jez ve městě Laucha an der Unstrut

Pramení západně od obce Kefferhausen ve spolkové zemi Durynsko v nadmořské výšce 390 m na svazích vysočiny Eichsfeld. Teče převážně východním směrem přes roviny Durynska. Ústí do řeky Sály na jejím 161,8 říčním kilometru nedaleko města Naumburg, které se nachází na jihu spolkové země Sasko-Anhaltsko. V místě ústí má Unstruta o více než 1200 km² větší rozlohu povodí než řeka Sála.

### Větší přítoky
- levé – Wipper, Helme
- pravé – Gera, Lossa

## Vodní režim
Průměrný průtok Unstruty u ústí činí 31 m³/s. Nejvyšších vodních stavů dosahuje řeka na jaře.
Hlásné profily:
| místo                        | říční km | plocha povodí | průměrný průtok (Qa) | maximální průtok |
| ---------------------------- | -------- | ------------- | -------------------- | ---------------- |
| Ammern (Unstruttal)          | 161,2    | 182,7 km²     | 1,47 m³/s            | 115 m³/s         |
| Nägelstedt (Bad Langensalza) | 133,2    | 716,0 km²     | 4,03 m³/s            | 147 m³/s         |
| Straußfurt                   | 107,9    | 2049,4 km²    | 11,70 m³/s           | 127 m³/s         |
| Oldisleben                   | 76,6     | 4174,0 km²    | 19,00 m³/s           | 220 m³/s         |
| Wangen                       | 36,7     | 6025,0 km²    | 28,90 m³/s           | 195 m³/s         |
| Laucha                       | 12,8     | 6218,0 km²    | 30,30 m³/s           | 363 m³/s         |

## Využití
První písemná zmínka dokládající plavbu na řece pochází z roku 1612. Koncem 17. století odmítl návrhy na splavnění řek Unstruty a Sály saský kurfiřt Jan Jiří II. v obavách, že by nová dopravní cesta odklonila proud zboží od Lipska.
Realizovat splavnění řeky se podařilo až zhruba o sto let později, kdy byl roku 1795 předán k užívání 71,4 km dlouhý úsek řeky Unstruty z Arternu k jejímu ústí do Sály v blízkosti Naumburgu a navazující, 17,8 km dlouhý, úsek řeky Sály k městu Weißenfels. Dvanáct jezů na Unstrutě a tři na Sále zajišťovaly minimální hloubku 0,8 m a byly opatřeny plavebními komorami. Dokončení výstavby nových plavebních komor na Sále v úseku Weißenfels - Halle roku 1822 propojilo přes tehdy již splavný dolní tok Sály Unstrutu s Labem.
K přepravovanému zboží patřila sůl z Arternu, pískovec z Nebry, vápenec z Freyburgu, zemědělské produkty. V druhé polovině 19. století se jako důležitý zákazník přidaly cukrovary, přepravující po řece cukrovou řepu a produkty z ní a vedle toho hnědé uhlí potřebné k provozu cukrovarů.
Na počátku osmdesátých let 19. století dosáhlo dopravní využití řek Unstruty a Sály největší intenzity, avšak poté, zejména v důsledku nástupu železniční dopravy, nastal pozvolný úpadek. Ten byl dále prohlouben příchodem nákladní silniční dopravy ve dvacátém století a definitivní ztráta hospodářského významu přišla v polovině padesátých let, kdy ustaly transporty vápna a řepy.
Po obřích povodních v letech 1956 a 1967 ztratila Unstruta status vnitrozemské vodní cesty a některé z jezů a plavebních komor byly v rámci protipovodňových opatření rozebrány. Řeka byla následně využívána pouze vodáky a sportovci až do počátku devadesátých let, kdy sanace zbývajících jezů a plavebních komor umožnila provoz motorových výletních lodí na asi 25 km dlouhém úseku řeky Unstruty s navazující možností plavby po Sále.

## Města na řece
Dingelstädt, Mühlhausen, Bad Langensalza, Sömmerda, Artern, Laucha, Nebra (Unstrut) a Freyburg (Unstrut).